# Zion Human History Museum
Le Zion Human History Museum est un musée américain dans le comté de Washington, dans l'Utah. Protégé au sein du parc national de Zion, il en couvre l'histoire. À gauche de l'entrée se trouve une plaque Mather.